# Kop van Zuid

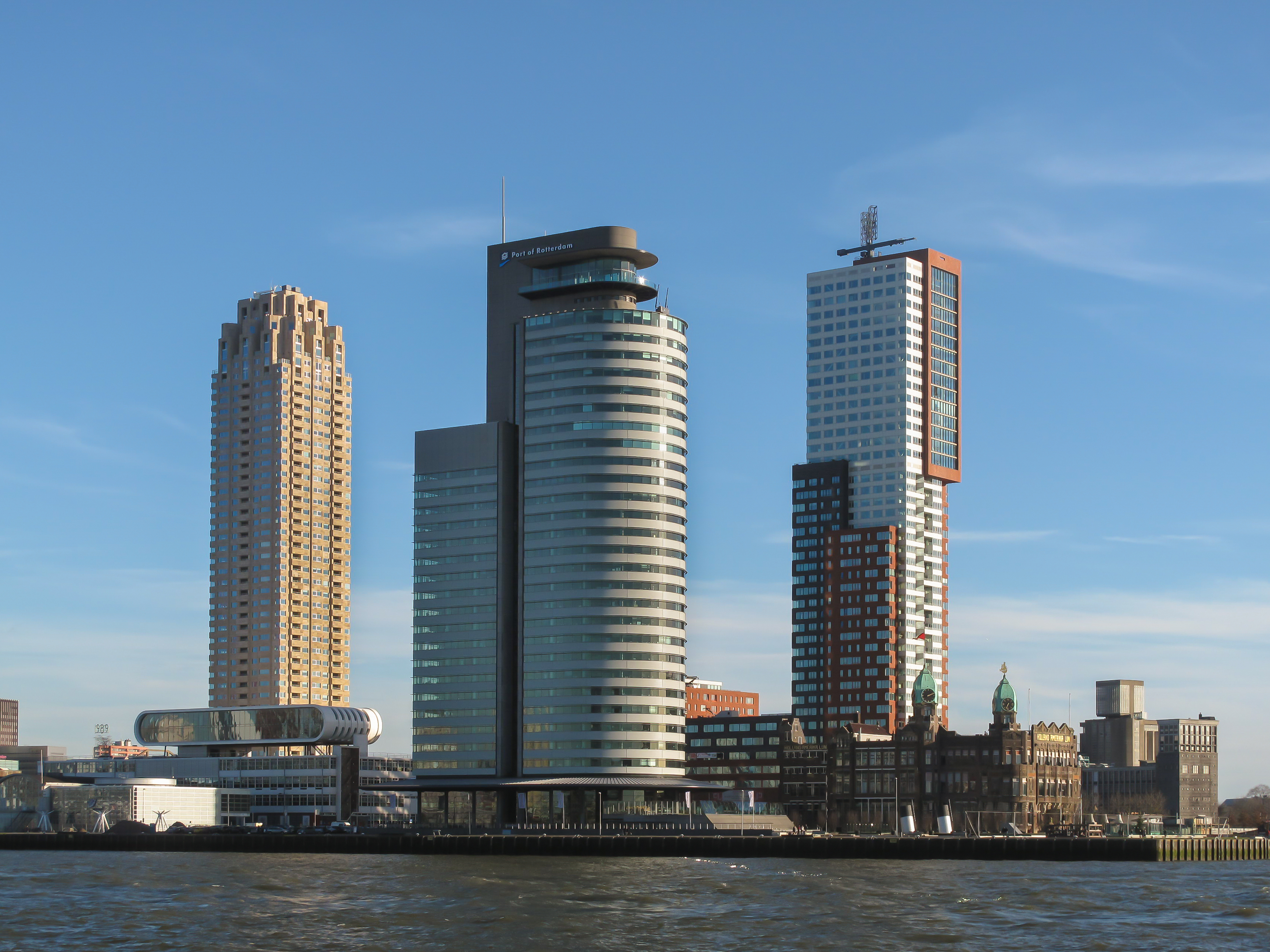
Kop van Zuid: de izquierda a derecha, New Orleans, World Port Center, Montevideo y el Hotel New York

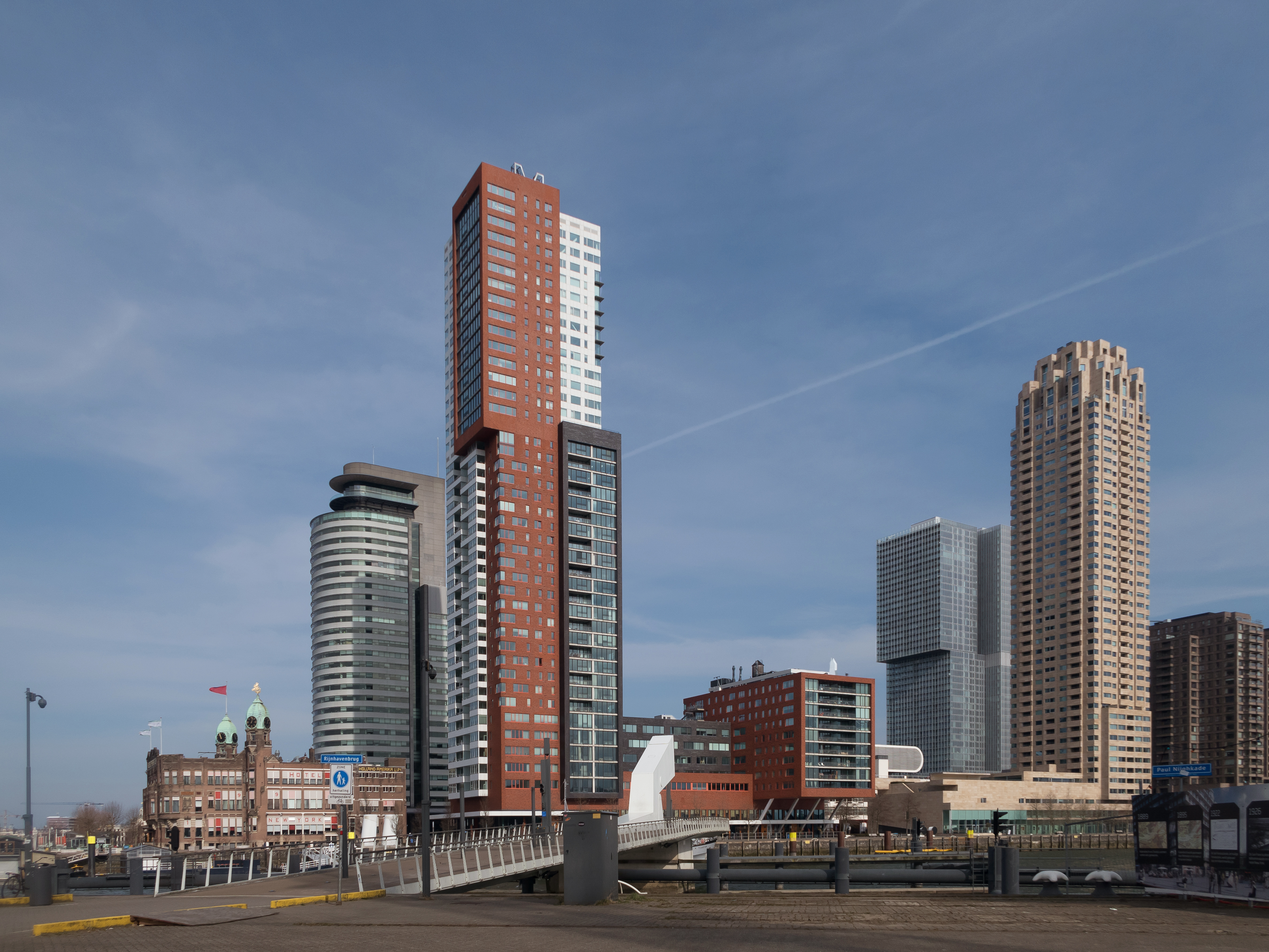
El Kop van Zuid desde el puente (de Rijnhavenbrug)

Kop van Zuid es un nuevo barrio de Róterdam, Holanda, situado en la orilla sur del Nieuwe Maas, frente al centro de la ciudad, con el que está conectado mediante el Erasmusbrug. Es relativamente moderno y contiene el Muelle Wilhelmina.
Kop van Zuid está construido en antiguas zonas portuarias abandonadas, alrededor de Binnenhaven, Entrepothaven, Spoorweghaven, Rijnhaven y el Muelle Wilhelmina. Estas zonas portuarias provocaron que hubiera una gran distancia física entre el norte y el sur del Nieuwe Maas. Esta zona se ha convertido en urbana, y se han construido buenas conexiones, haciendo que el norte y el sur estén más unidos.
Kop van Zuid se comenzó a construir en la década de 1990. En 1993 abrió el Hotel New York, y en 1996 se completó el Erasmusbrug, que lo conecta con en centro de la ciudad. En la actualidad, Kop van Zuid contiene algunos de los rascacielos más altos de Róterdam, como la Maastoren, New Orleans, Montevideo y el World Port Center.

## Edificios
- De Rotterdam (2011)
- Entrepotgebouw (1879)
- Poortgebouw (1879)
- Havana (2011)
- Hotel New York (1903)
- Erasmusbrug (1996)
- Wilhelminahof: Juzgado y Registro Fiscal (1997)
- Toren op Zuid (1999)
- Hogeschool Inholland (2000)
- De Peperklip (1981)
- World Port Center (2000)
- Luxor Theater (2001)
- Montevideo (2005)
- De Compagnie (2005)
- New Orleans (2009)
- Maastoren (2009)
- De Baltimore (2010)